# Субботин (лунный кратер)
Кратер Субботин (лат. Subbotin) — большой древний ударный кратер в южном полушарии обратной стороны Луны. Название присвоено в честь советского астронома Михаила Фёдоровича Субботина (1893—1966) и утверждено Международным астрономическим союзом в 1970 г. Образование кратера относится к донектарскому периоду.

## Описание кратера
Ближайшими соседями кратера являются кратер Штарк на севере; кратер Павлов на востоке; кратер Этвёш на юге и кратер Лампланд на западе-юго-западе. Селенографические координаты центра кратера 29°19′ ю. ш. 135°43′ в. д. / 29,32° ю. ш. 135,71° в. д., диаметр 71,7 км, глубина 2,75 км.
Кратер Субботин имеет близкую к циркулярной форму с небольшой впадиной в восточной части и значительно разрушен. Высота вала над окружающей местностью достигает 1260 м, объём кратера составляет приблизительно 3900 км³. Дно чаши пересеченное, испещрено множеством маленьких кратеров. В северо-западной части чаши находится короткая цепочка кратеров.

## Сателлитные кратеры

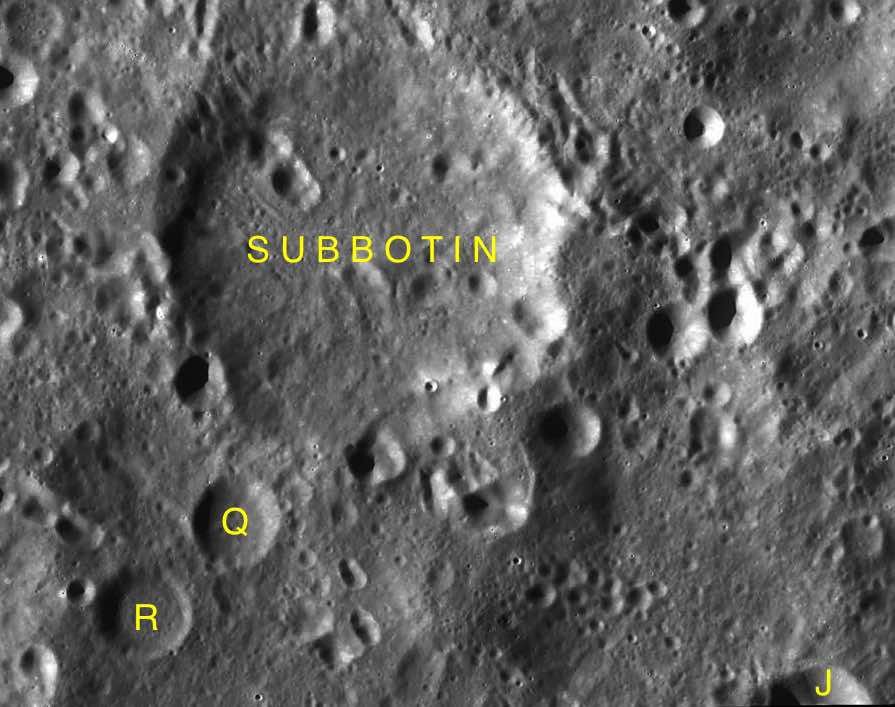
Фрагмент карты LAC-102.

| Субботин | Координаты                                              | Диаметр, км |
| -------- | ------------------------------------------------------- | ----------- |
| J        | 32°02′ ю. ш. 138°38′ в. д. / 32,04° ю. ш. 138,63° в. д. | 20,0        |
| Q        | 30°50′ ю. ш. 134°49′ в. д. / 30,84° ю. ш. 134,82° в. д. | 16,0        |
| R        | 31°20′ ю. ш. 134°10′ в. д. / 31,34° ю. ш. 134,16° в. д. | 17,0        |